# Diversidad sexual en Nauru
Las personas del colectivo LGBT+ en Nauru se enfrentan a ciertos desafíos legales y sociales no experimentados por otros residentes. Las relaciones sexuales consensuales entre personas del mismo sexo fueron despenalizadas en 2016, pero no hay leyes que legalicen la unión entre personas del mismo sexo, o leyes que los protejan ante cualquier tipo de discriminación social o institucional.

## Legislación y derechos

### Despenalización de la homosexualidad
En mayo de 2016, la Ley de Delitos derogó el Código Penal de 1921, que se había tomado del Código Penal de Queensland de 1899. El Gobierno de Nauru declaró que la Ley de Delitos eliminaba la homosexualidad como delito, despenalizando así las relaciones sexuales consensuales entre personas del mismo sexo en Nauru. Por otra parte, Nauru había aceptado previamente tres recomendaciones para despenalizar la actividad sexual entre personas del mismo sexo en su primer ciclo del EPU en 2011. De igual forma, en 2011 Nauru firmó la Declaración sobre orientación sexual e identidad de género de las Naciones Unidas, la cual condena la violencia y todo tipo de discriminación hacia las personas LGBT+.

### Reconocimiento de las parejas del mismo sexo
No existe ningún tipo de reconocimiento hacia las parejas formadas por personas del mismo sexo en forma de matrimonio o de unión civil en Nauru, por ende, el estado de este país de Oceanía tampoco reconoce a la familia homoparental. En Nauru no están prohibidas constitucionalmente las uniones civiles o el matrimonio entre personas del mismo sexo; sin embargo, es improbable que se apruebe un proyecto de ley en los próximos años que pueda permitir que las parejas del mismo sexo tengan el mismo derecho que las parejas heterosexuales a acceder a las uniones civiles o al matrimonio.

### Leyes y medidas antidiscriminación
Nauru, al igual que la mayoría de países de Oceanía, no posee ningún tipo de legislación, norma, medida o artículo en el código penal que prohíba la discriminación por motivos de orientación sexual o identidad y expresión de género en áreas como en el acceso al empleo, la educación, los servicios de salud, el acceso a la justicia, la vivienda o el acceso a lugares y/o establecimientos tanto públicos o privados, entre otros

### Leyes sobre crímenes de odio e incitación al odio
En la actualidad, el código penal de Nauru no criminaliza de ninguna forma las amenazas, los crímenes de odio o la incitación al odio si estos fuesen motivados por la orientación sexual o la identidad y expresión de género, de igual forma, tampoco se criminaliza el discurso de odio.